# Cząsteczka

Przykładowa cząsteczka chemiczna – woda. Wzór strukturalny z uwidocznieniem wolnych par elektronowych

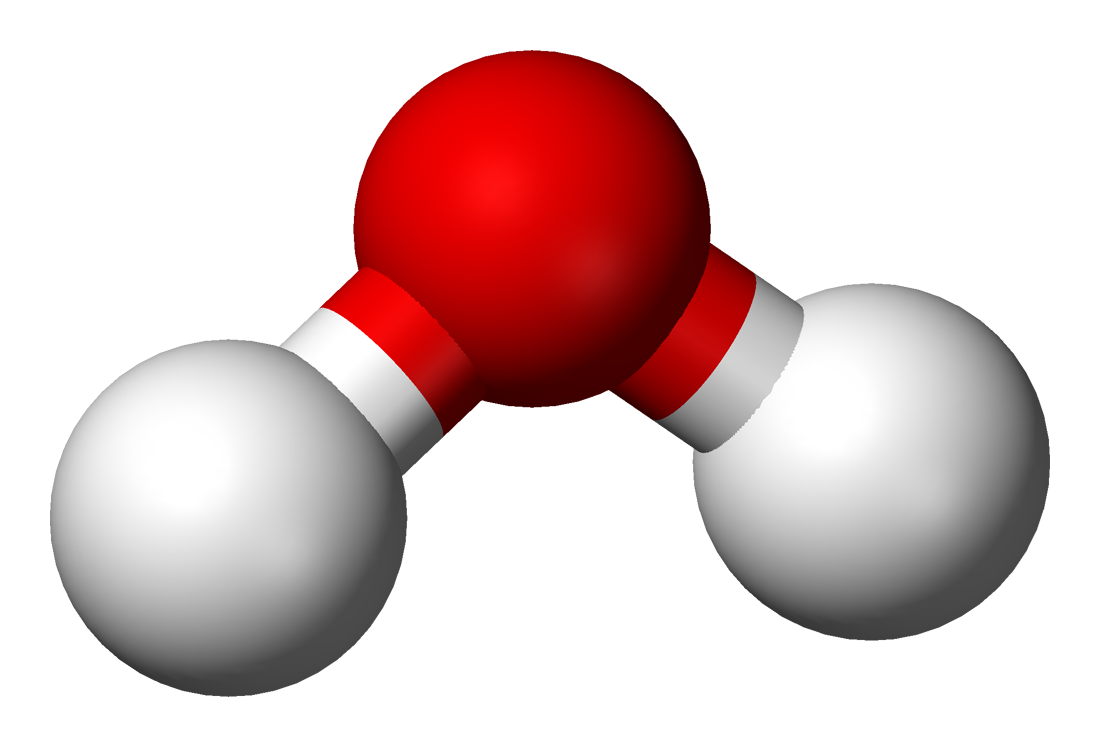
Przykładowa cząsteczka chemiczna – woda. Model kulowo-prętowy

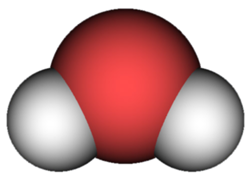
Przykładowa cząsteczka chemiczna – woda. Model wypełnienia przestrzeni

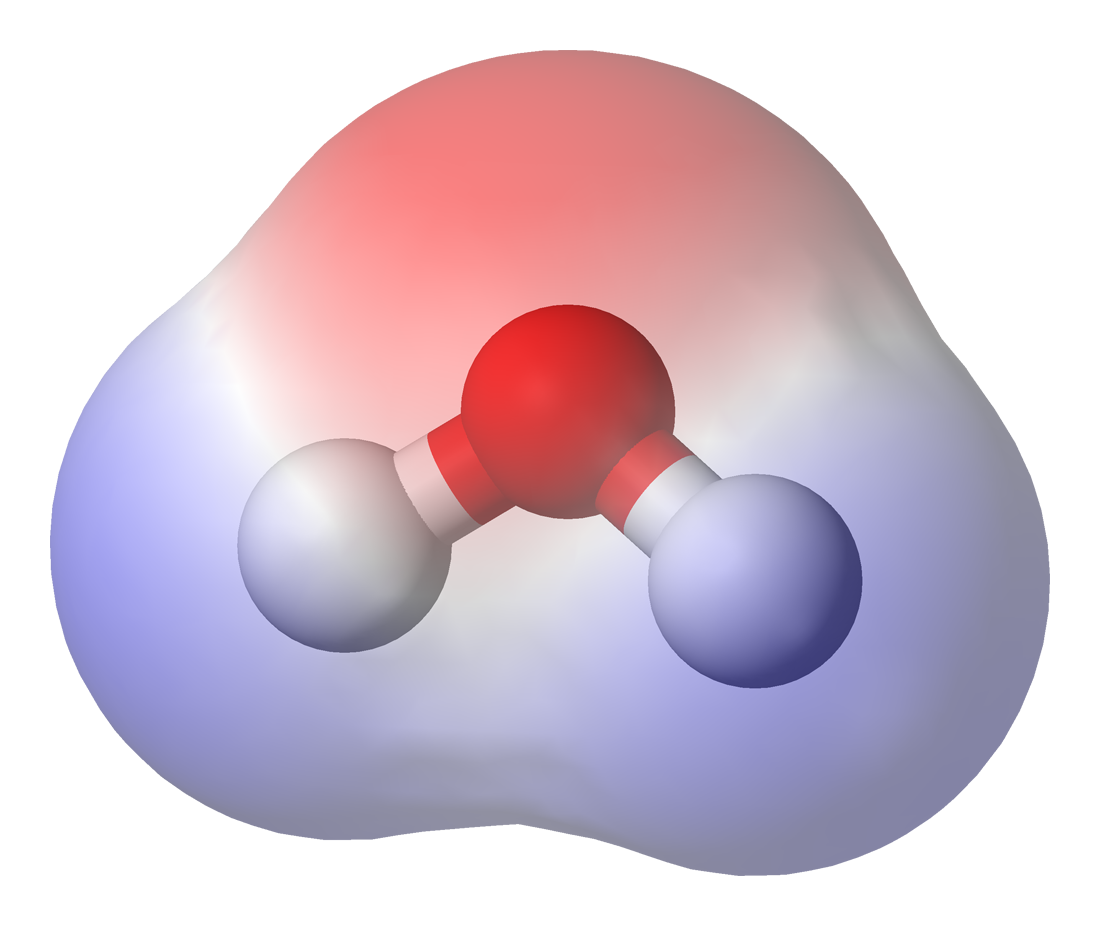
Przykładowa cząsteczka chemiczna – woda. Model kulowo-prętowy z uwidocznieniem powierzchni potencjału elektrycznego

Cząsteczka, molekuła – neutralna elektrycznie grupa dwóch lub więcej atomów utrzymywanych razem kowalencyjnym wiązaniem chemicznym.
Cząsteczki różnią się od innych indywiduów chemicznych (np. jonów) brakiem ładunku elektrycznego.
W teorii kinetycznej gazów pojęcie cząsteczka często jest używane do opisu gazowej cząstki bez względu na jej budowę. Według tej teorii gazy szlachetne składają się z cząsteczek, pomimo że składają się z pojedynczego, niezwiązanego wiązaniem chemicznym atomu.
Cząsteczka może się składać z atomów jednego pierwiastka, jak w przypadku tlenu (O2), lub różnych, czego przykładem jest woda (H2O). Układy atomów powiązane oddziaływaniami słabszymi od wiązań kowalencyjnych np: wodorowymi nie są uważane za cząsteczki chemiczne i są nazywane strukturami supramolekularnymi..
Cząsteczki jako składniki materii są powszechne wśród substancji organicznych. Tworzą także większą część hydrosfery i atmosfery. Jednak większość znanych stałych substancji na Ziemi, włączając w to minerały tworzące skorupę, płaszcz i jądro Ziemi, zawiera wiele wiązań chemicznych, ale nie są one zbudowane z „rozpoznawalnych” cząsteczek. Do substancji zawierających struktury, dla których nie można wyróżnić pojedynczych cząsteczek, zaliczane są również kryształy jonowe (sole) i kryształy kowalencyjne (diament, kwarc, chlorek sodu). Układ powtarzających się jednostek-komórek-struktur występuje również w ciałach z wiązaniem metalicznym, co oznacza, że metale w postaci stałej także nie są zbudowane z cząsteczek. W szkłach (ciałach stałych posiadających bezpostaciową, nieuporządkowaną strukturę) atomy mogą być utrzymywane z sobą poprzez wiązania chemiczne, bez tworzenia jakiejkolwiek określonej cząsteczki oraz bez regularności powtarzających się jednostek (charakterystycznych dla kryształów).

## Rozmiary cząsteczek
Większość cząsteczek jest zdecydowanie za mała, by można było je zobaczyć za pomocą metod optycznych – ale są wyjątki. makrocząsteczka DNA może osiągnąć rozmiary makroskopowe, tak jak inne cząsteczki polimerów. Guma znana z opon czy butów jest pojedynczą molekułą. Cząsteczki powszechnie używane jako jednostki budulcowe syntezy organicznej mają wymiary od kilku do kilkudziesięciu Å. Niewielkie cząsteczki (poniżej 800 daltonów) mogą być obserwowane przy użyciu mikroskopii sił atomowych.
Najmniejszą cząsteczką jest dwuatomowa cząsteczka wodoru, H
2, o masie cząsteczkowej 2 Da (zawiera dwa protony i dwa elektrony), z długością wiązania 0,74 Å. Z kolei w roku 2010 otrzymano największą wówczas cząsteczkę syntetyczną o zdefiniowanej strukturze, nazwaną PG5. Składa się ze sfunkcjonalizowanego łańcucha węglowodorowego, na którym zbudowano struktury dendrymeryczne. Cząsteczka ma długość ok. 1 μm i średnicę 10 nm. Zawiera ok. 17 mln atomów, a jej masa cząsteczkowa wynosi ok. 200 mln Da.

## Spektroskopia cząsteczkowa
Spektroskopia cząsteczkowa zajmuje się odpowiedzią cząsteczki oddziałującej z sygnałem próbkującym o znanej energii (lub częstotliwości, wg równania stałej Plancka). Cząsteczki posiadają skwantowane poziomy energetyczne, które mogą być analizowane przez wykrywanie wymiany energii cząsteczki poprzez absorbancję lub emisję.